# Filip Matczak
Filip Matczak, né le 18 septembre 1993 à Zielona Góra, est un joueur international polonais de basket-ball. Il évolue au poste d'arrière au Legia Varsovie en Polska Liga Koszykówki.

## Carrière
À l'été 2010, il participe avec la Pologne au championnat du monde des 17 ans et moins qui se déroule à Hambourg. La Pologne est battue en finale par les États-Unis.
À l'été 2011, Matczak joue le championnat d'Europe des 18 ans et moins qui se tient en Pologne. La Pologne est battue en quart de finale et termine à la 6e place.
Joueur du club de Zielona Góra, sa ville de naissance, il n'y joue que très peu de matchs et est prêté dans différents clubs polonais, avant de s'installer définitivement à l'Asseco Gdynia en 2014, après y avoir passé une saison en prêt. Dans le club de la mer Baltique, il joue une trentaine de rencontres par saison. Grâce à ses bonnes performances avec Gdynia, Matczak est appelé pour la première fois dans un groupe international élargi en 2016, pour disputer des matchs amicaux en Chine à l'été. Contre la Géorgie le 4 juillet, lors de son premier match avec l'équipe bis de Pologne, il termine meilleur scoreur avec 16 points marqués (victoire 87-51).
En mars 2017, il revient au Stelmet Zielona Góra, avec lequel il remporte le championnat de Pologne pour la deuxième fois après 2013. Quelques mois plus tard, en juillet, il est à nouveau appelé en sélection, mais cette fois-ci pour défendre les couleurs de la Pologne dans le cadre de sa préparation à l'EuroBasket 2017. Contre la République tchèque, il joue quelques minutes dans le quatrième quart-temps, alors que son équipe a déjà match gagné (victoire finale 101-68). Il ne sera pas sélectionné pour participer à la compétition. En novembre, pour les éliminatoires de la Coupe du monde 2019, il joue quelques minutes contre la Lituanie (défaite 55-75).
En février 2019, ne tournant qu'à dix minutes de jeu par match en moyenne avec Zielona Góra, il est prêté au Legia Varsovie. Il y signe un contrat de plus longue durée à l'été.

## Palmarès
En club
- Champion de Pologne en 2013 et 2017

En sélection
- Vice-champion du monde -17 ans en 2010